# Daimler M836
Il Daimler M836 è un motore a scoppio prodotto dal 1924 al 1926 dalla Casa automobilistica tedesca Daimler per il suo marchio automobilistico Mercedes. Dal 1926, dopo la fusione tra Daimler e Benz, e la conseguente nascita della Daimler-Benz, lo stesso motore è stato prodotto da quest'ultima per il neonato marchio Mercedes-Benz.

## Storia e caratteristiche

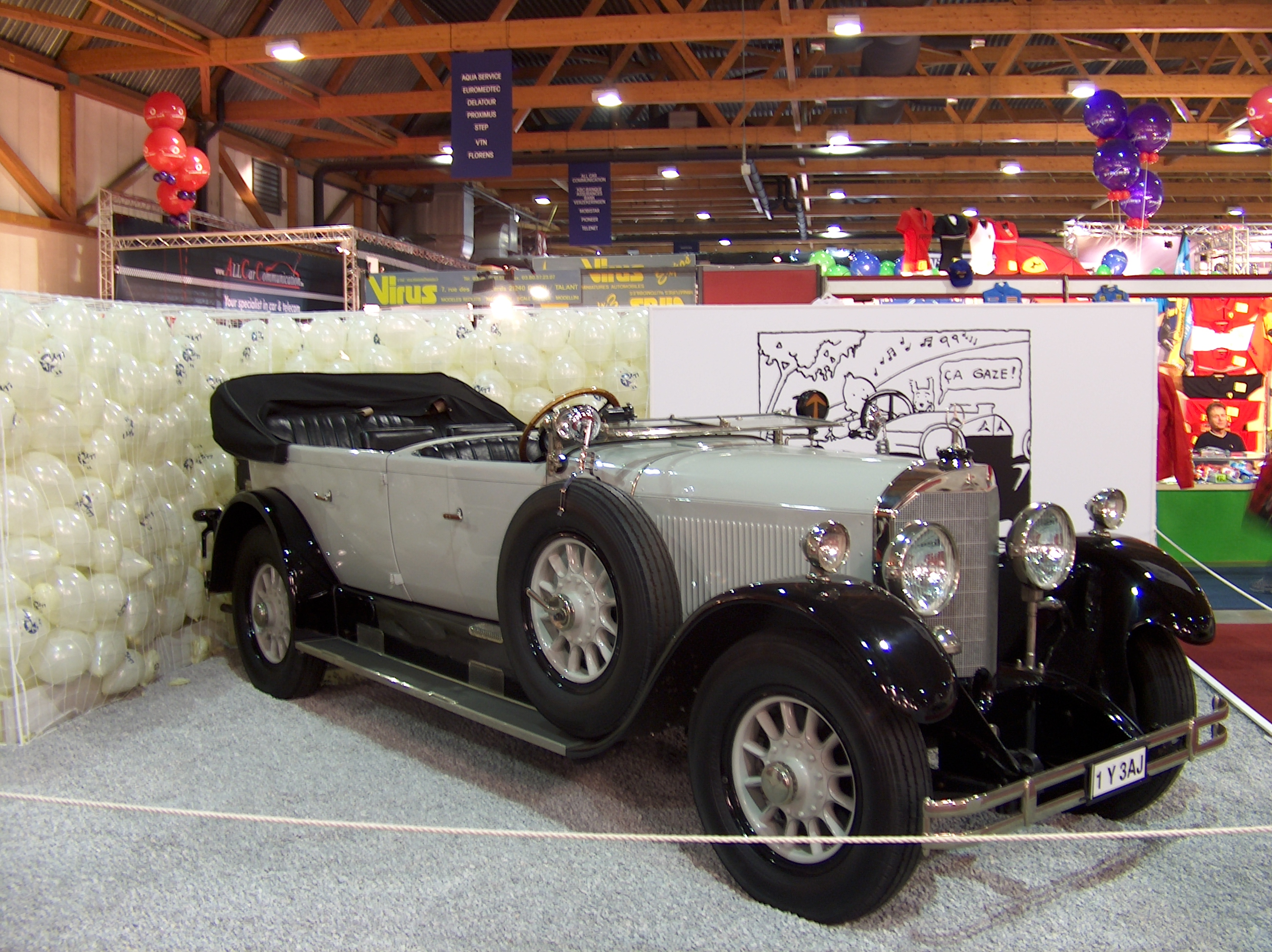
La Mercedes 15/70/100 PS montava il motore Daimler M836

Nel 1923 vi fu un cambio di guardia presso la Daimler Motoren Gesellschaft: Paul Daimler, figlio di Gottlieb Daimler, a sua volta fondatore della Casa, lascia l'azienda. Al suo posto entra il dott. Ferdinand Porsche, futuro fondatore dell'omonima Casa tedesca di auto sportive. Uno dei primissimi incarichi assegnati al nuovo responsabile tecnico è stato quello di sviluppare un nuovo motore per un nuovo modello da inserire nella gamma Mercedes.

Il motore che ne scaturì fu un 3.9 litri frazionato in 6 cilindri dotato di sovralimentazione mediante compressore volumetrico.

Il nuovo motore, denominato M836, aveva le seguenti caratteristiche:
- architettura generale a 6 cilindri in linea;
- basamento e testata  in ghisa;
- monoblocco di tipo sottoquadro;
- alesaggio e corsa: 80x130 mm;
- cilindrata: 3921 cm³;
- testata a due valvole per cilindro;
- distribuzione ad un albero a camme in testa;
- rapporto di compressione: 4.7:1;
- alimentazione a carburatore;
- sovralimentazione mediante un compressore volumetrico Roots;
- potenza massima: 100 CV a 3100 giri/min;
- applicazioni:
  - Mercedes 15/70/100 PS (1924-26);
  - Mercedes-Benz Typ 400 (1926-29).